# Annis Hechavarría
Annis Yanet Hechavarría Rodríguez (23 dicembre 1984) è una schermitrice cubana.

## Palmarès
In carriera ha conseguito i seguenti risultati:
- Giochi Panamericani:

Rio de Janeiro 2007: bronzo nel fioretto a squadre.